# Karl Dane

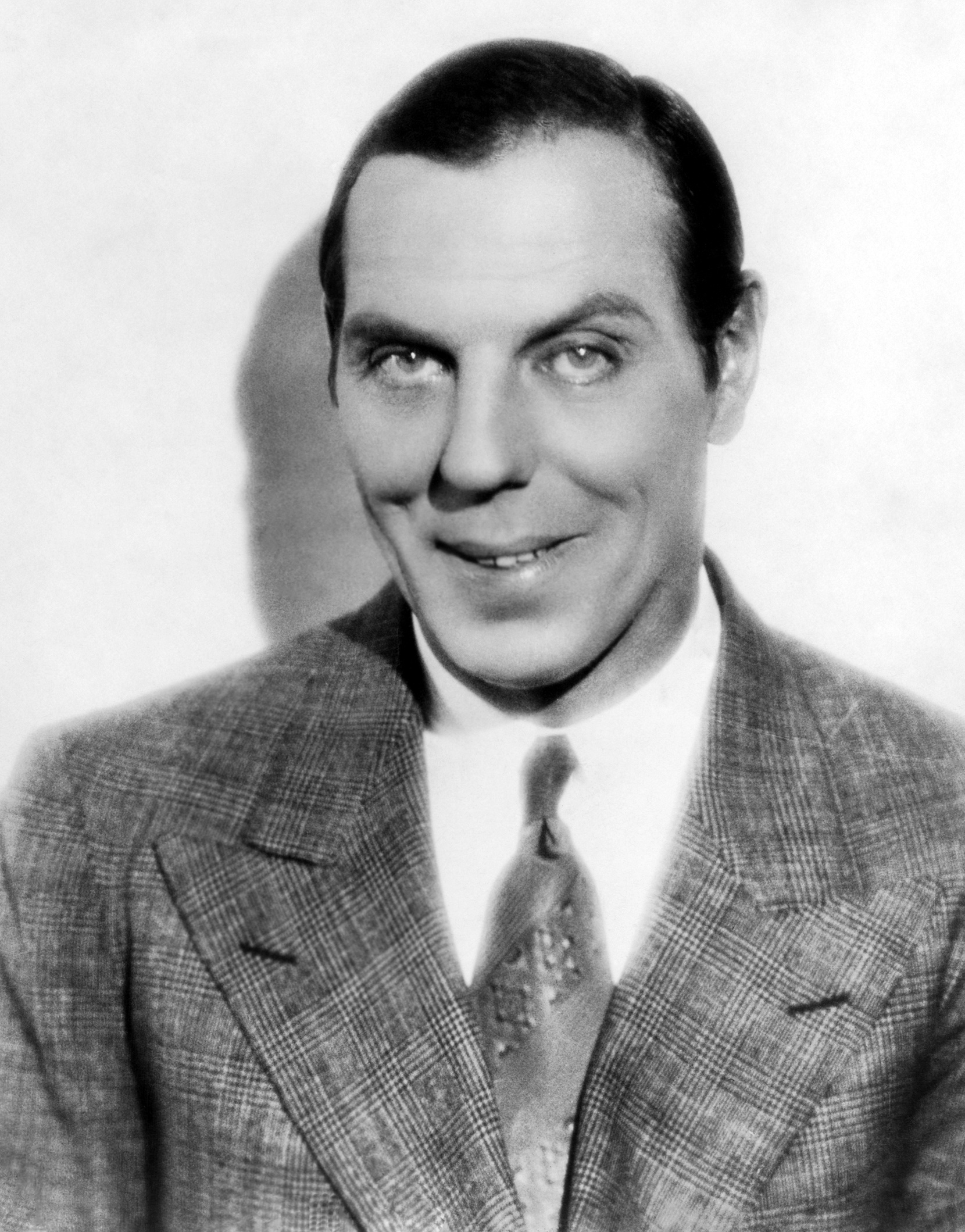
Karl Dane

Karl Dane, eigentlich Rasmus Karl Therkelsen Gottlieb (* 12. Oktober 1886 in Kopenhagen; † 14. April 1934 in Los Angeles) war ein dänisch-amerikanischer Schauspieler.

## Leben
Karl Dane entstammte einer dänischen Theaterfamilie. Er stand das erste Mal im Alter von 14 Jahren auf der Bühne. Im Januar 1916 emigrierte er in die USA und arbeitete zunächst als Mechaniker in Brooklyn. Schon bald darauf ging er nach Hollywood und erhielt 1918 seine erste Filmrolle. Zunächst spielte er vor allem Deutsche in Filmen über den Ersten Weltkrieg. Seine erste Rolle war in My Four Years in Germany die des deutschen Reichskanzlers Bethmann-Hollweg. Diese Rolle übernahm er in noch zwei weiteren Filmen. Sein Durchbruch gelang ihm jedoch erst 1925, als er einen Vertrag bei MGM unterschrieb. Unter der Regie von King Vidor spielte er 1925 in Die große Parade zwar wieder in einem Kriegsfilm, fortan sollten jedoch vor allem komödiantische Rollen sein Standardrepertoire werden. MGM formte mit ihm und dem englischen Schauspieler George K. Arthur ein Komikerpaar. Neben den Filmen mit Arthur spielte er in anderen Filmen vor allem Skandinavier.
Als der Tonfilm aufkam, war die Karriere von Dane durch seinen skandinavischen Akzent ebenso beendet, wie die von George K. Arthur, der einen schottischen Akzent hatte. Sie machten zwar noch einen Versuch bei den Paramount Pictures, jedoch ohne Erfolg und das Duo löste sich auf. Eine letzte kleinere Rolle spielte er 1933 in einem Film seines Freundes Bela Lugosi. Danes Schauspielkarriere war damit beendet. Er musste sich mit Gelegenheitsjobs in Los Angeles über Wasser halten. In der Nähe der MGM-Studios verkaufte er zum Beispiel Hot Dogs. Karl Dane erschoss sich 1934 in seiner Mietwohnung. Jean Hersholt sorgte dafür, dass MGM die Beerdigungskosten übernahm. Sein Grab befindet sich auf dem Hollywood Forever Cemetery in Hollywood.

## Filmografie (Auswahl)
- 1925: Die große Parade (The Big Parade)
- 1925: Lights of Old Broadway
- 1926: Des Teufels Zirkus (The Devil’s Circus)
- 1926: Mimi (La Bohème)
- 1926: Der Sohn des Scheichs (The Son of the Sheik)
- 1926: Der scharlachrote Buchstabe (The Scarlet Letter)
- 1926: Galgenhochzeit (Barcley, the Magnificent)
- 1927: Erster Preis – ein Kuss (The Red Mill)
- 1927: Der Herzschlag der Welt (The Enemy)
- 1928: Rasch ein Baby! (Baby Mine)
- 1928: Die goldene Hölle (The Trail of ’98)
- 1928: Sherlock Holmes in tausend Nöten (Detectives)
- 1928: Alias Jimmy Valentine
- 1929: The Duke Steps Out
- 1929: The Hollywood Revue of 1929
- 1930: Buster rutscht ins Filmland (Free and Easy)
- 1930: Billy the Kid
- 1930: Montana Moon
- 1932: Frechheit siegt (Fast Life)